# Plesiophantes joosti
Plesiophantes joosti är en spindelart som beskrevs av Stefan Heimer 1981. Plesiophantes joosti ingår i släktet Plesiophantes och familjen täckvävarspindlar. Inga underarter finns listade i Catalogue of Life.